# Сергеєчева Маргарита Володимирівна
Маргарита Володимирівна Сергеєчева (рос. Маргарита Владимировна Сергеечева; * 24 травня 1963, Новомосковськ, Дніпропетровська область, Українська РСР) — радянська і російська актриса.

## Біографія
Народилася в родині військового лікаря. Незабаром після народження батько отримав призначення в селище Стрєльна під Ленінградом, куди переїхав з родиною.
Почала зніматися в кіно з 6 років після того, як ненароком забрела за куліси, де її побачив артист Юхим Копелян, після чого і привів її на «Ленфільм». Знімалась в невеликих ролях. В 1974 зіграла головну роль у фільмі «Дивні дорослі», після чого надовго стала головним дитячим обличчям в радянському кінематографі. Через 4 роки знялася з Микитою Михайловським в головній ролі у фільмі «Діти як діти», що отримав Приз Інтербачення на XV міжнародному фестивалі телефільмів «Злата Прага».
У 1984 році з відзнакою закінчила Ленінградський державний інститут театру, музики і кінематографії і переїхала до Москви.
В 1989 вступила і в 1996 з відзнакою закінчила Російський державний медичний університет, ставши лікарем, як і батьки. У 1997 повернулася до Санкт-Петербурга і працювала на Швидкій допомозі.

## Фільмографія
- 1973 — Підзорна труба —  Оленка
- 1973 — Капітан —  Оленка
- 1973 — Де це бачено, де це чувано —  Олена Ілютіна
- 1973 — Пожежа у флігелі —  Рита
- 1974 — Ще не вечір —  Олена, дочка Тамари
- 1974 — Дивні дорослі —  Джульєтта (Тоня) Антонова
- 1976 — Поки б'є годинник —  Маша
- 1977 — Четверта висота —  Гуля Корольова в дитинстві
- 1978 — Діти як діти —  Оля
- 1980 — Світло у вікні —  Рита
- 1982 — Без року тиждень —  Настя Філімонова
- 1984 — Казки старого чарівника —  Попелюшка
- 1985 — Жив відважний капітан —  Тася Желдякова
- 1985 — Підсудний
- 1986 — Хто увійде в останній вагон
- 1987 — Про любов, дружбу і долю —  Маша
- 1989 — За прекрасних дам! —  Таня
- 1990 — Дурні вмирають по п'ятницях —  Рита
- 1991 — Брюнетка за 30 копійок —  «Попелюшка» (Любов Кирпічова)